# Maurice Exslager
Maurice Exslager (* 12. Februar 1991 in Bocholt) ist ein deutscher Fußballspieler.

## Karriere

### Vereine
Über die Jugendstationen SV Biemenhorst, 1. FC Bocholt und TuB Bocholt wechselte Exslager 2008 zur A-Jugend des MSV Duisburg. In seiner ersten Saison avancierte er zum Stammspieler und kam zu 25 Einsätzen, in denen er 13 Tore erzielte. In der Saison 2009/10 absolvierte er in der U-19-Bundesliga 18 Spiele und erzielte 14 Tore. Aufgrund seiner Leistungen wurde Exslager am 16. April zum ersten Mal in den Kader der ersten Mannschaft berufen. Bei der 0:2-Niederlage beim FC Augsburg kam er allerdings nicht zum Einsatz. Am darauffolgenden Spieltag wurde er im Spiel gegen den SC Paderborn 07 nach der Halbzeit für Burakcan Kunt eingewechselt. Fünf Minuten nach seiner Einwechselung erzielte er mit seinem ersten Tor für die Profis das zwischenzeitliche 1:1.
Sein Debüt im DFB-Pokal gab Maurice Exslager in der 2. Runde des Pokalwettbewerbs 2010/11 beim 3:0-Sieg gegen den Halleschen FC. Mit dem MSV Duisburg erreichte er nach weiteren Siegen über den 1. FC Köln (2:1), den 1. FC Kaiserslautern (2:0) und Energie Cottbus (2:1) das Pokalendspiel in Berlin, das am 21. Mai 2011 gegen den FC Schalke 04 mit 0:5 verloren wurde.
Nach dem Lizenzentzug des MSV Duisburg im Sommer 2013 wechselte Exslager zur Saison 2013/14 zum 1. FC Köln, bei dem er einen Vertrag bis zum 30. Juni 2016 unterschrieb. Im Jahr darauf wechselte er auf Leihbasis zum SV Darmstadt 98. Dort stand er 12-mal auf dem Platz und konnte mit der Mannschaft in die 1. Bundesliga aufsteigen.
Anfang Juli 2015 kehrte er nach Köln zurück und wurde fortan in der zweiten Mannschaft der Geißböcke eingesetzt. In der Regionalliga West verhalf er der Kölner Reserve mit zehn Saisontoren zum Klassenerhalt. In der Saison 2016/17 stand er beim Drittligisten 1. FC Magdeburg unter Vertrag, im Januar 2017 wechselte er zu Fortuna Köln. In seinem zweiten Ligaspiel für die Fortuna gegen Wehen Wiesbaden (0:0) zog sich Exslager einen Kreuz- und Außenbandriss zu, was für ihn das Saisonaus bedeutete.
Zur Saison 2019/20 kehrte Exslager nach dem Abstieg der Fortuna in seine Heimatstadt zurück und unterzeichnete einen Zweijahresvertrag beim Oberligisten 1. FC Bocholt. Nach einem Jahr löste er seinen Vertrag aus beruflichen Gründen wieder auf und wechselte zum Essener Bezirksligisten SC Frintrop 05/21.

### Nationalmannschaft
Im März 2011 wurde Exslager von DFB-Trainer Frank Wormuth erstmals in den U-20-Nationalmannschafts-Kader berufen. Am 24. März 2011 beim 1:1 gegen die Auswahl Polens kam er zu seinem Länderspieldebüt.

## Privates
Exslager ist katholisch und bezeichnet sich selbst als sehr gläubigen Menschen, der vor Spielen oft in die Kirche geht. Parallel zu seinem fußballerischen Engagement beim 1. FC Bocholt begann er als Finanzberater bei der Deutschen Vermögensberatung zu arbeiten.

## Erfolge
- Zweitliga-Meister: 2014
- Aufstieg in die Bundesliga: 2014 (mit dem 1. FC Köln); 2015 (mit dem SV Darmstadt 98)